# Departamento de Faro
Faro es un departamento de la región Norte de Camerún. En noviembre de 2005 tenía una población censada de 69 477 habitantes.
Está formado por los siguientes municipios:
- Beka 31,595
- Poli 37,882